# Solanum pygmaeum
Solanum pygmaeum är en potatisväxtart som beskrevs av Antonio José Cavanilles. Solanum pygmaeum ingår i släktet skattor som ingår i familjen potatisväxter. Inga underarter finns listade i Catalogue of Life.